# MiG Skat
MiG Skat (ros. Скат – płaszczka) – projekt pierwszego rosyjskiego bezpilotowego aparatu bojowego (UCAV). 

## Historia
Model Skata został wystawiony w czasie wystawy MAKS w sierpniu 2007 roku. Według planów następnym etapem miała być budowa pilotowanego demonstratora, a następnie bezpilotowego prototypu o pełnych możliwościach bojowych. Maszyny miały za zadanie przełamywać obronę przeciwlotniczą przed atakiem samolotów pilotowanych. Projekt został anulowany. 
Docelowa maszyna miała być latającym skrzydłem o skosie skrzydła ok. 50°. Centropłat o znacznej grubości, mieszczący silnik RD-500B o ciągu 5040 kG/. Pojedynczy wlot powietrza do silnika znajdujący się nad skrzydłem. Uzbrojenie miało być przenoszone w dwóch komorach o wymiarach 65 × 75 × 440 cm. Każda z nich mogłaby pomieścić pojedynczą rakietę lub bombę wagomiaru 250–500 kg. Maksymalna masa uzbrojenia wynosi 2000 kg. Makieta była prezentowana razem z pociskiem przeciwradiolokacyjnym Ch-31 i bombą kierowaną KAB-500Kr. Według nieoficjalnych informacji projekt został sprzedany Chinom.